# علم غیب
منظور از عِلم غِیب، باور به این است که اموری در جهان هستی یا اطراف ما وجود و جریان دارند که گرچه با حواس پنجگانه حس نمی‌شوند و از ما پنهان‌اند اما برخی «موجودات» یا انسان‌ها از چند و چون آن‌ها باخبرند و برای ما از آن جهان پنهان، خبر آورده یا می‌آورند.
به آن غیب‌گویی، غیب‌دانی و غیب‌باوری هم می‌گویند. رستاخیز، برزخ، فرشتگان، جن‌ها و غیره باورهایی هستند که مشاهده یا یافته نشده‌اند از این رو دینداران، آن‌ها را داخل عالم غیب برشمرده‌اند.
واژه غیب ۳۴ بار در قرآن، کتاب دینی مسلمانان آمده است. در آیات قرآن، دو دسته از آیات متفاوت دیده می‌شود: دسته اول علم غیب را مخصوص خدا می‌شمرد، و دسته دوم علم غیب را برای غیر او ممکن می‌داند. از این‌رو یکی از مسائل اختلافی میان مذاهب اسلامی آن است که آیا تنها خدا علم غیب دارد یا پیامبران و امامان نیز غیب‌دان هستند. قرآن علم غیب را به پنج مورد محصور نموده است.
۱-زمان قیامت ۲- زمان نزول باران ۳-اگاهی از آنچه در رحم است ۴- فردای انسان ۵- محل مرگ انسان ۶- اجابت بندگان
علم غیب سه نوع است
۱-خاص خداوند علم مخزون یامکنون
۲-خاص انبیا و اولیا که درصورت مصلحت خداوند دراختیار آنان قرار می‌دهد
۳- معلوماتی که برخی از ان اگاهند ولی نوعاً مردم آنرا نمی‌دانند
اموری هم‌چون فالگیری، رمالی و استخاره که توسط برخی به باور ارتباط یافتن با عالم غیب انجام می‌شود علوم خفیه نامیده می‌شوند.

## اصطلاحات لغوی
غیب واژه‌ای عربی است که به پیش‌گویی ترجمه شده‌است. کتب لغت همچون دهخدا و معین در تعریف این لغت آورده‌اند که غیب‌گویی، عمل و کار شخص پیشگو است و منظور از پیشگویی، اخبار از آینده است و مترادف آن کهانت می‌باشد. مجید معارف در تعریف لغوی غیب و غیب‌گویی معتقد است که غیب به معنای پنهان و پنهان شدن به کار می‌رود و معنای اصطلاحی آن، در مقابل شهاده حضور قرار دارد؛ خواه این حضور مکانی باشد یا حضور نزد حواس ظاهری یا نزد علم یا حضور نزد بصیرت انسانی. سید محمدحسین طباطبائی در تعریف غیب می‌نویسد: کلمه غیب، بر خلاف شهادت است و منظور از آن، چیزی است که تحت حس و درک آدمی قرار ندارد. عبدالحسین امینی در این‌باره می‌نویسد: «هرگاه کسی از حوادث کنونی یا آینده که فعلاً قابل رؤیت نیستند تنها از رهگذر دانائی که از سرچشمه غیب و شهادت خبر می‌دهد آگاهی حاصل کند یا از طریق دانش و خرد مطلع گردد چنین علمی نیز از علم غیب به‌شمار می‌رود و هیچ مانعی از تحقق آن وجود ندارد.» غنیمان، منظور اصطلاحی از غیب را، آنچه تو از آن بی‌خبری ولی خدا آگاه است می‌داند. غیب‌گویی، یکی از گونه‌های معجزه است که در مقابل معجزات دعایی-پاداشی، معجزات حفاظتی، معجزات نفرینی-مجازاتی و معجزات تحدی‌طلبانه است.

## غیب‌گویی پیامبران
بر اساس تعالیم ادیان ابراهیمی، پیامبران به واسطه ارتباط با خداوند، از علم غیب با خبر بوده و از إخبار غیبی برای اثبات نبوتشان استفاده می‌کردند. در قرآن در این‌باره آمده‌است: «عالِمُ الْغَیْبِ فَلا یُظْهِرُ عَلی غَیْبِهِ أَحَداً إِلَّا مَنِ ارْتَضی مِنْ رَسُولٍ (ترجمه: خدا عالم به غیب است و کسی را بر غیبش آگاه نمی‌کند مگر پیامبری را که پسندیده‌است.)[جن–۲۶و۲۷]» در این آیه، خداوند علم غیب را از حوزه دانش بشر خارج می‌داند اما اطلاع برخی از پیامبران از غیب را استثناء می‌کند. آیات دیگری که بر علم غیب پیامبران اشاره دارد، عبارتند از: آیه ۱۷۹ سوره آل عمران، آیه ۱۲ یس و آیه ۸۹ سوره نحل. بیضاوی، مفسر سنی مذهب، تصریح می‌کند که این علم و آگاهی رسولان از غیب، به عنوان یک معجزه و کرامت رخ می‌دهد.
از جمله مواردی که از غیب‌گویی پیامبران در کتب دینی گزارش شده‌است، می‌توان به خبر دادن عیسی از آنچه در خانه امتش بود، بشارت‌های فراوان تورات، انجیل و زبور دربارهٔ پیامبر آخرالزمان، خبر یوسف به اصحابش از آینده و تعبیر خواب حاکم و آنچه بر موسی گذشت در اثبات نبوتش و… اشاره کرد.

### تفاوت غیب‌گویی و پیش‌بینی
امروزه بشر از طریق آزمون و خطا قادر بر پیش‌بینی برخی امور در آینده شده‌است که نمونه بارز آن اخباری است که متخصصان امر هواشناسی از اوضاع جوی دنیا در روزهای آینده می‌دهند؛ بنابراین می‌توان گفت که بشر از راه کسب بیشتر علم و دانش قادر بر پیش‌بینی دست کم برخی امور در آینده است. اما تفاوت بین پیش‌بینی و غیب‌گویی در تحلیلی بودن پیش‌بینی و قطعی بودن غیب‌گویی است. البته برخی چون الکسیس کارل بر این عقیده است که پیش‌گویی‌ها نیز علم غیبی محسوب می‌شود. در مقابل و در تفاوت آنچه پیش‌گویانی همچون مرتاضان و فال‌گیران با پیامبرانی که از آینده و اخبار غیبی خبر می‌دهند، از غیر مطمئن و بعضاً اشتباه بودن پیش‌بینی‌هاست. از دیگر تفاوت‌ها، منبع و منشأ این پیش‌گویی‌هاست؛ به طوری که خود فال‌گیران و مرتاضان نیز بر عدم اعتماد کامل به منابعشان اذعان دارند. به همین جهت برخی اینگونه پیش‌بینی‌ها را جزء علوم غیبی دسته‌بندی نمی‌کنند. در فرهنگ‌نامه معین نیز به این تفاوت‌ها اشاره شده‌است و آمده‌است که پیش‌بینی، حدس زدن وقایع آینده است از علل و اسباب و قراین موجود؛ مثلاً یک پزشک گاهی از دیدن احوال بیماری می‌تواند بگوید که او بهبود خواهد یافت یا خواهد مرد.
جعفر سبحانی در تفاوت بین غیب‌گویی و پیش‌گویی می‌نویسد:
«یگانه شرط خبر از آینده این است که گزارش به یک رشته قراین مستند نباشد و گرنه چنین گزارشی، خبر غیبی نبوده بلکه نتیجه مستقیم فکر و مغز زایای بشر خواهد بود. برخی بر اساس یک رشته اطلاعاتی که از وضع دولت‌ها و ملت‌ها دارند، اوضاع آینده جهان را از نظر درگیری و جنگ، یا صلح و مسالمت، پیش‌بینی کرده، و اخباری را منتشر می‌سازند. یک چنین گزارش‌های مستند به قراین و اطلاعات و تماس‌های دیپلماتیک، گزارش از غیب نیست، بلکه تمام گزارش‌های آنان، یک رشته نتیجه‌گیری و اطلاع از اوضاع جهان است. از باب نمونه پیامبر اسلام از طریق وحی قرآنی، از پیروزی مجدد رومیان بر پارسیان در مدت محدودی به‌طور قطع و یقین گزارش داد. برای گزارش پیامبر، مستندی جز وحی الهی نبود، و هرگز این آگاهی را از مجاری و اسباب عادی مانند موازنه قدرت‌های نظامی دو ملت، بررسی روحیه سربازان وافسران و… به دست نیاورده بود. وی در محیط حجاز بریده از جهان خارج، با نبودن وسایل ارتباط جمعی، یا تبادل اطلاعات نظامی و سیاسی، یک چنین گزارش را در اختیار جامعه نهاد، و به همین دلیل این گونه خبرهای غیبی یکی از جهات اعجاز این کتاب جاویدان به‌شمار می‌رود.»